# 2013-as alpesisí-világbajnokság
A 42. alpesisí-világbajnokságot az ausztriai Schladming-ban rendezték 2013. február 4. és 17. között.

## A magyar sportolók eredményei
Az ország a világbajnokságon 18 sportolóval képviseltette magát.

### Férfi
Selejtező
| Versenyző        | Versenyszám      | 1. futam      | 1. futam      | 2. futam      | 2. futam      | Összesítés | Összesítés |
| Versenyző        | Versenyszám      | Idő           | Hely.         | Idő           | Hely.         | Idő        | Helyezés   |
| ---------------- | ---------------- | ------------- | ------------- | ------------- | ------------- | ---------- | ---------- |
| Bene Márton      | Műlesiklás       | 1:21,23       | 57.           | nem ért célba | nem ért célba | kiesett    | kiesett    |
| Bujtás Csaba     | Műlesiklás       | nem ért célba | nem ért célba | kiesett       | kiesett       | kiesett    | kiesett    |
| Farkas Norbert   | Óriás-műlesiklás | 1:14,71       | 31.           | 1:21,11       | 42.           | 2:35,82    | 35.        |
| Halmagyi Zoltán  | Óriás-műlesiklás | 1:21,59       | 61.           | nem ért célba | nem ért célba | kiesett    | kiesett    |
| Hegyi Balázs     | Óriás-műlesiklás | 1:24,91       | 68.           | nem ért célba | nem ért célba | kiesett    | kiesett    |
| Stark Márton     | Műlesiklás       | nem ért célba | nem ért célba | kiesett       | kiesett       | kiesett    | kiesett    |
| Szepesi Bertold  | Műlesiklás       | nem ért célba | nem ért célba | kiesett       | kiesett       | kiesett    | kiesett    |
| Szőllős Benjamin | Óriás-műlesiklás | 1:20,75       | 56.           | 1:21,09       | 41.           | 2:41,84    | 44.        |

Verseny
| Versenyző      | Versenyszám            | 1. futam | 1. futam | 2. futam | 2. futam | Összesítés | Összesítés |
| Versenyző      | Versenyszám            | Idő      | Hely.    | Idő      | Hely.    | Idő        | Helyezés   |
| -------------- | ---------------------- | -------- | -------- | -------- | -------- | ---------- | ---------- |
| Bujtás Csaba   | Műlesiklás             | 1:13,55  | 57.      | 1:16,10  | 47.      | 2:29,65    | 47.        |
| Farkas Norbert | Óriás-műlesiklás       | 1:24,58  | 53.      | 1:22,96  | 44.      | 2:47,54    | 47.        |
| Kékesi Márton  | Szuperóriás-műlesiklás |          |          |          |          | kizárták   | kizárták   |

### Női
| Versenyző       | Versenyszám            | 1. futam      | 1. futam      | 2. futam | 2. futam | Összesítés        | Összesítés        |
| Versenyző       | Versenyszám            | Idő           | Hely.         | Idő      | Hely.    | Idő               | Helyezés          |
| --------------- | ---------------------- | ------------- | ------------- | -------- | -------- | ----------------- | ----------------- |
| Berecz Anna     | Szuperóriás-műlesiklás |               |               |          |          | nem állt rajthoz* | nem állt rajthoz* |
| Berecz Anna     | Óriás-műlesiklás       | 1:14,07       | 56.           | 1:11,37  | 49.      | 2:25,44           | 48.               |
| Berecz Anna     | Műlesiklás             | 1:00,68       | 63.           | kiesett  | kiesett  | kiesett           | kiesett           |
| Berecz Réka     | Óriás-műlesiklás       | 1:26,34       | 92.           | kiesett  | kiesett  | kiesett           | kiesett           |
| Csima Réka      | Óriás-műlesiklás       | 1:24,94       | 87.           | kiesett  | kiesett  | kiesett           | kiesett           |
| Döme Dóra       | Óriás-műlesiklás       | nem ért célba | nem ért célba | kiesett  | kiesett  | kiesett           | kiesett           |
| Hellner Donáta  | Műlesiklás             | 1:08,92       | 82.           | kiesett  | kiesett  | kiesett           | kiesett           |
| Hellner Szelina | Műlesiklás             | 1:13,03       | 92.           | kiesett  | kiesett  | kiesett           | kiesett           |
| Miklós Edit     | Szuperóriás-műlesiklás |               |               |          |          | nem állt rajthoz* | nem állt rajthoz* |
| Miklós Edit     | Szuperkombináció       |               |               |          |          | 2:47,18           | 19.               |
| Miklós Edit     | Lesiklás               |               |               |          |          | 1:53,25           | 23.               |
| Ury Zsuzsanna   | Műlesiklás             | 1:10,21       | 84.           | kiesett  | kiesett  | kiesett           | kiesett           |

* – A versenyt 36 versenyző után a köd miatt megszakították és végeredményként kezelik. Miklós Edit a 43., míg Berecz Anna az 56. induló lett volna.

## Eredmények
Összesen 11 versenyszámot rendeztek. A feltüntetett időpontok helyi idő szerint értendőek.

### Férfiak
| Versenyszám                                | Arany                         | Arany   | Ezüst                                 | Ezüst   | Bronz                         | Bronz   |
| ------------------------------------------ | ----------------------------- | ------- | ------------------------------------- | ------- | ----------------------------- | ------- |
| Lesiklás február 9., 11:00                 | Aksel Lund Svindal · Norvégia | 2:01,32 | Dominik Paris · Olaszország           | 2:01,78 | David Poisson · Franciaország | 2:02,29 |
| Műlesiklás február 17., 10:00, 13:30       | Marcel Hirscher · Ausztria    | 1:51,03 | Felix Neureuther · Németország        | 1:51,45 | Mario Matt · Ausztria         | 1:51,68 |
| Óriás-műlesiklás február 15., 10:00, 13:30 | Ted Ligety · USA              | 2:28,92 | Marcel Hirscher · Ausztria            | 2:29,73 | Manfred Mölgg · Olaszország   | 2:30,71 |
| Szuperóriás-műlesiklás február 6., 11:00   | Ted Ligety · USA              | 1:23,96 | Gauthier de Tessières · Franciaország | 1:24,16 | Aksel Lund Svindal · Norvégia | 1:24,18 |
| Szuperkombináció február 11., 12:00, 18:30 | Ted Ligety · USA              | 2:56,96 | Ivica Kostelić · Horvátország         | 2:58,11 | Romed Baumann · Ausztria      | 2:58,13 |

### Nők
| Versenyszám                                                              | Arany                           | Arany   | Ezüst                           | Ezüst   | Bronz                           | Bronz   |
| ------------------------------------------------------------------------ | ------------------------------- | ------- | ------------------------------- | ------- | ------------------------------- | ------- |
| Lesiklás február 10., 11:00                                              | Marion Rolland · Franciaország  | 1:50,00 | Nadia Fanchini · Olaszország    | 1:50,16 | Maria Höfl-Riesch · Németország | 1:50,70 |
| Műlesiklás február 16., 10:00, 13:30                                     | Mikaela Shiffrin · USA          | 1:39,85 | Michaela Kirchgasser · Ausztria | 1:40,07 | Frida Hansdotter · Svédország   | 1:40,11 |
| Óriás-műlesiklás február 14., 10:00, 13:30                               | Tessa Worley · Franciaország    | 2:08,06 | Tina Maze · Szlovénia           | 2:09,18 | Anna Fenninger · Ausztria       | 2:09,24 |
| Szuperóriás-műlesiklás február 5., 11:00 (köd miatt 14:30-kor kezdődött) | Tina Maze · Szlovénia           | 1:35,39 | Lara Gut · Svájc                | 1:35,77 | Julia Mancuso · USA             | 1:35,91 |
| Szuperkombináció február 8., 10:00, 14:00                                | Maria Höfl-Riesch · Németország | 2:39,92 | Tina Maze · Szlovénia           | 2:40,38 | Nicole Hosp · Ausztria          | 2:40,92 |

### Vegyes
| Versenyszám                       | Arany | Arany | Ezüst | Ezüst | Bronz | Bronz |
| --------------------------------- | --- | --- | --- | --- | --- | --- |
| Csapat verseny február 12., 17:00 | Ausztria · Nicole Hosp · Michaela Kirchgasser · Carmen Thalmann · Marcel Hirscher · Marcel Mathis · Philipp Schörghofer | Ausztria · Nicole Hosp · Michaela Kirchgasser · Carmen Thalmann · Marcel Hirscher · Marcel Mathis · Philipp Schörghofer | Svédország · Nathalie Eklund · Frida Hansdotter · Maria Pietilä Holmner · Jens Byggmark · Mattias Hargin · André Myhrer | Svédország · Nathalie Eklund · Frida Hansdotter · Maria Pietilä Holmner · Jens Byggmark · Mattias Hargin · André Myhrer | Németország · Lena Dürr · Maria Höfl-Riesch · Veronique Hronek · Fritz Dopfer · Stefan Luitz · Felix Neureuther | Németország · Lena Dürr · Maria Höfl-Riesch · Veronique Hronek · Fritz Dopfer · Stefan Luitz · Felix Neureuther |

## Éremtáblázat
| Helyezés | Ország        | Arany | Ezüst | Bronz | Összesen |
| -------- | ------------- | ----- | ----- | ----- | -------- |
| 1.       | USA           | 4     | 0     | 1     | 5        |
| 2.       | Ausztria      | 2     | 2     | 4     | 8        |
| 3.       | Franciaország | 2     | 1     | 1     | 4        |
| 4.       | Szlovénia     | 1     | 2     | 0     | 3        |
| 5.       | Németország   | 1     | 1     | 2     | 4        |
| 6.       | Norvégia      | 1     | 0     | 1     | 2        |
| 7.       | Olaszország   | 0     | 2     | 1     | 3        |
| 8.       | Svédország    | 0     | 1     | 1     | 2        |
| 9.       | Horvátország  | 0     | 1     | 0     | 1        |
| 9.       | Svájc         | 0     | 1     | 0     | 1        |
| Összesen | Összesen      | 11    | 11    | 11    | 33       |